# Metlicina, Varna
Metlicina (în bulgară Метличина) este un sat în comuna Vălci Dol, regiunea Varna,  Bulgaria. 

## Demografie
Componența etnică a satului Metlicina
     Bulgari (95,91%)
     Nicio identificare (4,08%)
     Altele (0%)
La recensământul din 2011, populația satului Metlicina era de 147 locuitori. Din punct de vedere etnic, majoritatea locuitorilor (95,91%) erau bulgari. Pentru 4,08% din locuitori nu este cunoscută apartenența etnică.